# Бобровые башни
«Бобровые башни» ―  детский фантастический роман британского писателя Найджела Хинтона. Книга впервые была издана в 1980 году. Это был первый роман Найджела Хинтона, написанный для детей, и первая часть серии «Бобровые башни». 

## Предыстория
Писатель хотел написать историю об отправке маленького мальчика на остров с такими опасностями, волшебством и волнениями, которые не встречаются в реальной жизни. Когда он поделился своими планами с друзьями, то кто-то из них и упомянул про воздушных змеев.

## Сюжет
Роман  «Бобровые башни» повествует историю школьника Филиппа, которого утащил воздушный змей на остров. Здесь правят разумные говорящие животные, но им угрожает злая ведьма и ее слуги.

## Продолжения
Второй книгой из серии стал роман «Бобровые башни: Месть ведьмы», впервые опубликована в 1981 году. В этой книге мальчик Филипп борется с ведьмой  Ойина, которая напала на Бобровые башни.
Третья книга под названием «Бобровые башни: опасное путешествие» вышла в свет в 1986 году. В этой части серии друзья Филиппа, Бэби Би и Ник, приходят в гости в его доме, и они втроём отправляются в путешествие к Бобровым башням.
Четвёртая и последняя книга из серии названа «Бобровые башни: Тёмный сон». Издана в  в 1997 году. Школьник Филипп путешествует с мистером Эдгаром и животными из Бобровых башен, когда монстр по имени Ретсном пытался их взять в плен.